# 밴디트 (영화)
《밴디트》(Bandits)는 1997년 개봉된 카차 본 가르니에(Katja Von Garnier)감독의 음악 영화이다. 여자 죄수 4명이 결성한 락밴드 《밴디트》의 탈옥기를 다루고 있다. 영화 내내 흐르는 밴드음악이 상당히 매력적이다. 실제 루나 역의 야스민 타바타바이는 Even Cowgirls get the blues란 밴드 경험을 살려 OST 대부분의 곡을 만들고 연주했다.

## 출연
- 루나 : 야스민 타바타바이(Jasmin Tabatabai)분. 밴디트의 보컬이자 메인기타.
- 마리 : 유타 호프만(Jutta Hoffmann)분. 밴디트 키보드와 하모니카.
- 엠마 : 카챠 리만(Katja Riemann)분. 밴디트 드러머.
- 엔젤 : 니콜레트 크레비츠(Nicolette Krebitz)분. 베이시스트.
- 웨스트 : 베르너 슈라이어 (Werner Schreyer)분.
- 슈바르츠 : 한네스 재닉 (Hannes Jaenicke)분.

## OST
1. Puppet
2. If I Were God
3. It's Alright
4. Crystal Cowboy
5. Catch Me (Short)
6. Another Sad Song
7. Blinded
8. Like It
9. All Along The Watchtower
10. Shadows
11. Time Is Now
12. Photograph
13. Ain't Nobody's Buziness If I Do
14. Wenn Ich Ein Vöglein Wär
15. Puppet (Luna & Angel)
16. Catch Me (Movie)
17. Puppet Chase